# Copa Primera
 (décembre 2023).
La mise en forme du texte ne suit pas les recommandations de Wikipédia : il faut le « wikifier ».
Les points d'amélioration suivants sont les cas les plus fréquents. Le détail des points à revoir est peut-être précisé sur la page de discussion.
- Les titres sont pré-formatés par le logiciel. Ils ne sont ni en capitales, ni en gras.
- Le texte ne doit pas être écrit en capitales (les noms de famille non plus), ni en gras, ni en italique, ni en « petit »…
- Le gras n'est utilisé que pour surligner le titre de l'article dans l'introduction, une seule fois.
- L'italique est rarement utilisé : mots en langue étrangère, titres d'œuvres, noms de bateaux, etc.
- Les citations ne sont pas en italique mais en corps de texte normal. Elles sont entourées par des guillemets français : « et ».
- Les listes à puces sont à éviter, des paragraphes rédigés étant largement préférés. Les tableaux sont à réserver à la présentation de données structurées (résultats, etc.).
- Les appels de note de bas de page (petits chiffres en exposant, introduits par l'outil «  Source ») sont à placer entre la fin de phrase et le point final[comme ça].
- Les liens internes (vers d'autres articles de Wikipédia) sont à choisir avec parcimonie. Créez des liens vers des articles approfondissant le sujet. Les termes génériques sans rapport avec le sujet sont à éviter, ainsi que les répétitions de liens vers un même terme.
- Les liens externes sont à placer uniquement dans une section « Liens externes », à la fin de l'article. Ces liens sont à choisir avec parcimonie suivant les règles définies. Si un lien sert de source à l'article, son insertion dans le texte est à faire par les notes de bas de page.
- La présentation des références doit suivre les conventions bibliographiques. Il est recommandé d'utiliser les modèles {{Ouvrage}}, {{Chapitre}}, {{Article}}, {{Lien web}} et/ou {{Bibliographie}}. Le mode d'édition visuel peut mettre en forme automatiquement les références.
- Insérer une infobox (cadre d'informations à droite) n'est pas obligatoire pour parachever la mise en page.

Pour une aide détaillée, merci de consulter Aide:Wikification.
Si vous pensez que ces points ont été résolus, vous pouvez retirer ce bandeau et améliorer la mise en forme d'un autre article.
Pour la compétition entre 1983 et 2005, voir Coupe du Nicaragua de football.
La Copa Primera (Antérieurement nommée Coupe le Nicaragua) est une compétition nationale de football organisée par Liga Primera et disputée par les 32 clubs de première, deuxième et troisième division.

## Histoire
Le 19 février 2019 au eu lieu la première édition de la Copa Nicaragua, avec le tirage au sort des seizièmes de finale. 
La Copa Nicaragua voit participer les 10 clubs de première division, 14 équipes de deuxième division et 8 équipes de Troisième Division.

## Palmarès
| Saison         | Vainqueur          | Résultat                  | Finaliste      | Meilleur buteur                                                                                    | G              |
| Copa Nicaragua | Copa Nicaragua     | Copa Nicaragua            | Copa Nicaragua | Copa Nicaragua                                                                                     | Copa Nicaragua |
| -------------- | ------------------ | ------------------------- | -------------- | -------------------------------------------------------------------------------------------------- | -------------- |
| 2019           | Managua FC         | 0 - 0, 0 - 0 (4 - 3 pen.) | Diriangén FC   | Leslie Sevilla (CD Walter Ferreti)                                                                 | 6              |
| Coupe Première |                    |                           |                | |                |
| 2020           | Diriangén FC       | 1 - 0                     | Managua FC     | José Laurerio (Diriangén FC)                                                                       | 6              |
| 2021           | CD Walter Ferretti | 3 - 1                     | Real Madriz FC | Kevin Castro (Real Madriz FC) Dshon Forbes (CD Walter Ferreti) Brian Calabrese (CD Walter Ferreti) | 6              |
| 2022           | CD Walter Ferretti | 1 - 0                     | Real Estelí FC | |                |

## Palmarès par club
| Club               | Titres (éditions) | Finales perdues (éditions) |
| ------------------ | ----------------- | -------------------------- |
| CD Walter Ferretti | 2 (2021, 2022)    | 0                          |
| Managua FC         | 1 (2019)          | 1 (2020)                   |
| Diriangén FC       | 1 (2020)          | 1 (2019)                   |
| Real Madriz FC     | 0                 | 1 (2021)                   |
| Real Estelí FC     | 0                 | 1 (2022)                   |